# Nioro du Rip (departamento)
Nioro du Rip é um departamento da região de Kaolack, no Senegal.